# ویرجینیا وایدلر
ویرجینیا وایدلر (انگلیسی: Virginia Weidler؛ ۲۱ مارس ۱۹۲۷ – ۱ ژوئیهٔ ۱۹۶۸) یک هنرپیشه اهل ایالات متحده آمریکا بود.
او یکی از چند هنرپیشه خردسال سینما بود که در دههٔ ۳۰ و ۴۰ میلادی، شهرت داشت.
از فیلم‌ها یا برنامه‌های تلویزیونی که وی در آن نقش داشته است می‌توان به داستان فیلادلفیا و همه اینها به اضافه بهشت اشاره کرد.